# Гузар (місто)
Гузар (узб. Gʻuzor/Ғузор) — місто в Кашкадар'їнській області Узбекистану, центр Гузарського району. У місті розташована однойменна залізнична станція — вузол доріг на Карші, Кітаб і Кумкурган.
Статус міста — з 1977 року (до цього кишлак).

## Населення
| 1979   | 1989   | 2005   |
| ------ | ------ | ------ |
| 13 033 | 17 253 | 22 700 |

## Економіка
Переробка агросировини, будівельна компанія, хімічні та агрохімічні підприємства. В місті розташовані підприємства легкої промисловості.

## Соціальні об'єкти
Новий спорткомплекс з сучасною футбольною ареною.
Цвинтар-меморіал польським військовополоненим, які перебували в Узбекистані у 1940-х роках